# Alsodryas deltochlora
Alsodryas deltochlora är en fjärilsart som beskrevs av Edward Meyrick 1922. Alsodryas deltochlora ingår i släktet Alsodryas och familjen stävmalar. Inga underarter finns listade i Catalogue of Life.